# 15509 Annejing
15509 Annejing este o planetă minoră (asteroid), cu un diametru de 4,588 km, din centura de asteroizi. A fost descoperită pe 4 octombrie 1999 la Experimental Test Site⁠(d) de Lincoln Near-Earth Asteroid Research. 
Obiectul prezintă o orbită caracterizată de o semiaxă mare de 2,6357821 UAi, o excentricitate de 0,07, o înclinație de 12,40139 ° în raport cu ecliptica.